# Dąbrowa (gmina, Couïavie-Poméranie)
Dąbrowa est une gmina rurale du powiat de Mogilno, Couïavie-Poméranie, dans le centre-nord de la Pologne. Son siège est le village de Dąbrowa, qui se situe environ 10 km au nord de Mogilno et 43 km au sud de Bydgoszcz.
La gmina couvre une superficie de 110,51 km2 pour une population de 4 711 habitants.

## Géographie
La gmina est bordée par les gminy de Barcin, Gąsawa, Janikowo, Mogilno, Pakość et Żnin.